# الجراف الغربي (صنعاء)

تعديل مصدري - تعديل

حي الجراف الغربي أحد أحياء مديرية الثورة في مدينة صنعاء اليمنية، بلغ عدد سكانه 22153 نسمة حسب التعداد السكاني في اليمن لعام 2004.

## الحارات
| الحارة             | عدد المساكن | عدد الأسر | الذكور | الأناث | الإجمالي |
| ------------------ | ----------- | --------- | ------ | ------ | -------- |
| حارة القيوم        | 839         | 804       | 3257   | 2917   | 6174     |
| حارة بير البلسة    | 935         | 872       | 3606   | 3223   | 6829     |
| حارة الشهيد الكبسي | 543         | 527       | 1831   | 1789   | 3620     |
| حارة الربعين       | 747         | 717       | 2737   | 2348   | 5085     |
| حارة المؤيد        | 75          | 69        | 237    | 208    | 445      |
| الإجمالي           | 3139        | 2989      | 11668  | 10485  | 22153    |

## حارات الحي
حاره الشهيد الكبسي